# Against the Sun
Against the Sun es una película de Estados Unidos de 2014. Es un  drama de supervivencia, escrita, dirigida y producida por Brian Falk y protagonizada por Garret Dillahunt, Tom Felton y Jake Abel. Fue estrenada en plataformas de vídeo bajo demanda el 23 de enero de 2015. 

## Sinopsis
Basada en una historia real, tres aviadores de la Armada estadounidense son obligados a abandonar su avión torpedero en el sur del Pacífico durante la Segunda Guerra Mundial. Tras esto, se encuentran a sí mismos en un bote salvavidas rodeados de mar abierto. Sin comida, sin agua y con pocas esperanzas de rescate, se sumergen a la deriva en el océano. Contra todo pronóstico, los tres desconocidos logran sobrevivir a las tormentas, los tiburones y el hambre mientras navegan más de mil millas camino a estar seguros.      

## Reparto
- Garret Dillahunt como Harold Dixon, el piloto.
- Tom Felton como Tony Pastula, el bombardero.
- Jake Abel como Gene Aldrich, el operador de radio.
- Nadia Parra como Frances, la hermana de Tony.
- Quinton Flynn como el narrador del noticiero.

## Contexto

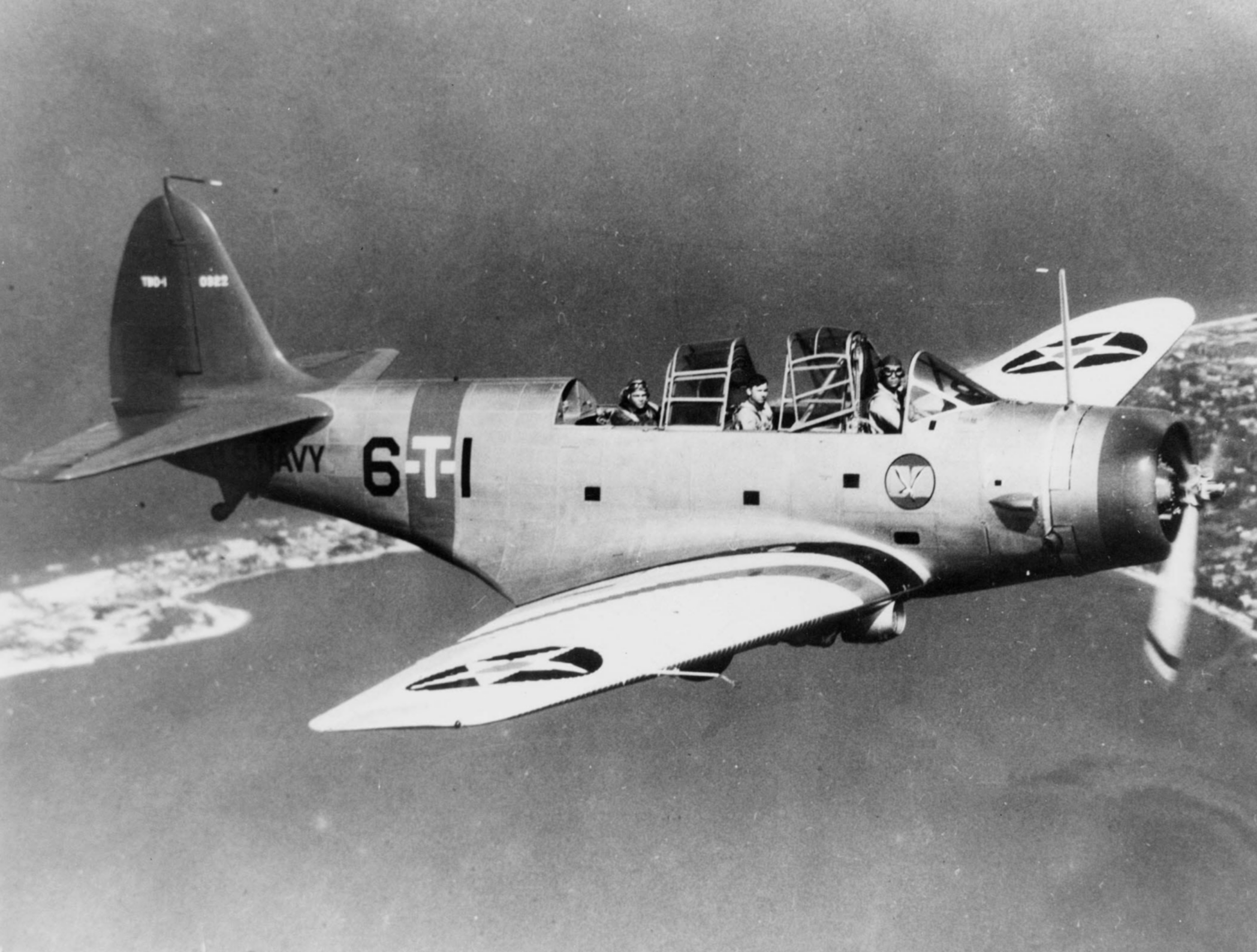
El torpedero Douglas TBD Devastator del VT-6 antes de la Segunda Guerra Mundial, similar a la aeronave que pilotó Dixon

El 16 de enero de 1942, el maquinista superior y piloto Harold Dixon (41 años, La Mesa, California), el operador de radio Gene Aldrich (22 años, Sikeston, Missouri) y el bombardero Anthony Pastula (24 años, Youngstown, Ohio) despegaron del portaviones USS Enterprise en un torpedero Douglas TDB Devastator. Como parte del Escuadrón de Torpedos (VT) 6, tuvieron que emprender una redada antisubmarina sobre el océano Pacífico. Una vez se encontraban en el aire, debían mantener la radio en silencio para proteger el portaviones de ser detectado por los japoneses.   
El avión en el que iban perdió su posición y no pudo regresar al portaviones. Al quedarse sin combustible, Dixon lo abandonó en el mar. Éste se hundió rápidamente llevándose la mayor parte del equipo de supervivencia con el que contaba la tripulación. Los tres hombres inflaron una pequeña balsa salvavidas de goma y se metieron dentro. Sobreviviendo a base de agua de lluvia y raciones muy escasas de comida, viajaron durante 34 días y se desplazaron más de 1.000 millas hasta llegar al atolón de Pukapuka, una isla aliada. Finalmente, la tripulación fue recogida una semana después por un hidroavión del USS Swan.     

### Medallas
Por su esfuerzo en mantener viva a toda la tripulación, Dixon recibió la Cruz de la Armada. La cita decía "...por un heroísmo extremo, una determinación excepcional, ingenio, destreza en la marinería, excelente juicio y la más alta calidad dentro del liderazgo". Pastula y Aldrich recibieron condecoraciones presidenciales por su "extraordinario coraje, fortaleza, fortaleza de carácter y resistencia excepcional". 
La balsa salvavidas que los hombres utilizaron está en exhibición en el Museo Nacional de Aviación Naval de Florida.

### Memoriales
Dixon falleció el 26 de junio de 1987 y está enterrado en el Cementerio Nacional Fort Rosecrans. Pastula murió el 19 de octubre de 1982, y está enterrado en Ohio. Aldrich murió a causa del cáncer el 27 de marzo de 1973 en San Diego.

## Estreno
La película se estrenó en el Museo Nacional de la Segunda Guerra Mundial de Nueva Orleans, Luisiana, el 23 de noviembre de 2014. Se lanzó al vídeo bajo demanda el 23 de enero de 2015. También fue proyectada en el Arena Theatre de Los Ángeles. 

## Recepción
La película recibió críticas medianamente positivas por parte de los críticos. Rotten Tomatoes, el sitio web de recopilación de opiniones, da a la película una puntuación del 70% basado en 10 revisiones, con una calificación promedia de 6.5/10. En Metacritic la película obtuvo una puntuación de 43 sobre 100, basado en 5 revisiones.
Los Angeles Times dijo que la película era admirable, pero la comparó desfavorablemente con Unbroken, de Angelina Jolie, que había sido estrenada un mes antes.